# 布坎南 (喬治亞州)
布坎南（英語：Buchanan）是一個位於美國喬治亞州哈拉爾森縣的城市。根據2010年美國人口普查，該地人口為1400人，而該地的面積約為4.40平方千米。同時該地也是哈拉爾森縣的縣治。

## 地理
布坎南的座標為33°48′06″N 85°11′01″W / 33.80167°N 85.18361°W，而該地的平均海拔高度為379米（即1243英尺）。